# Rainer Neutzling
Rainer Neutzling (* 27. Februar 1959 in Bendorf am Rhein) ist ein deutscher Journalist, Autor und Soziologe.

## Werdegang
Aufgewachsen im Rheinland, 1978–1979 Zivildienst in einer Tagesstätte für spastisch gelähmte Kinder, ab 1979 Studium in Münster/Westfalen. Abschluss Soziologe M.A 1985. Engagiert in der frühen Alternativpresse, hat Rainer Neutzling seit 1987 als freier Journalist und Autor für sozialpolitische Fachzeitschriften und Rundfunkanstalten gearbeitet. Ab 1990 war er auch in der Erwachsenenbildung tätig zu Schwerpunktthemen „Jungensozialisation“, „Männliche und weibliche Pubertät“ sowie „Männersexualität“. Hinzu kamen umfangreiche Vortragsreisen. Gemeinsam mit Dieter Schnack und als Alleinautor hat er einige Sachbücher und Romane veröffentlicht. Neutzling ist gegenwärtig vor allem als Wissenschaftsjournalist tätig.

## Werke
Romane
- Herzkasper: Geschichten über Liebe und Sex in der Pubertät. Rowohlt, Reinbek bei Hamburg 1995, ISBN 3-498-04667-5.
- Das Steinchenspiel oder die Liebe wird nicht erwachsen. Rowohlt, Reinbek bei Hamburg 2000, ISBN 3-498-04680-2.
- Klara fährt nach Capri. Books on Demand, Norderstedt 2007, ISBN 978-3-8334-9917-3.
- Unterm Zitronenmond – Der inklusive Online-Roman. Ein Fortsetzungsroman über Sehnsucht, Sex und das mit der Liebe auf www.respect.de (nicht mehr abrufbar).

Sachliteratur
- mit Dieter Schnack: Kleine Helden in Not: Jungen auf der Suche nach Männlichkeit. Rowohlt, Reinbek bei Hamburg 1990, ISBN 3-499-18257-2.
- mit Dieter Schnack: Die Prinzenrolle: Über die männliche Sexualität. Rowohlt, Reinbek bei Hamburg 1993, ISBN 3-498-06272-7.
- "Der Alte kann mich mal gern haben!" Über männliche Sehnsüchte, Gewalt und Liebe. Rowohlt, Reinbek bei Hamburg 1997, ISBN 3-499-60338-1.
- BZgA Bundeszentrale für gesundheitliche Aufklärung (Hrsg.): Wie geht's – wie steht's? Wissenswertes für männliche Jugendliche und junge Männer. BZgA, Köln 2002. (Volltext online, PDF, kostenfrei, 115 Seiten, 2,5 MB).
- Bundeszentrale für gesundheitliche Aufklärung (BZgA) (Hrsg.): In unserer Straße… Jungsgeschichten über Liebe, Freundschaft, Sex und Aids. BZgA, Köln 2002.
- Evangelischer Erziehungsverband e.V. (EREV) (Hrsg.): Gewalt macht die Seele krank: Wie Kinder als Zeugen, Opfer und Täter Gewalt erleben; Tiefeninterviews mit gewalttätigen Jugendlichen – Eine Interviewstudie (= Evangelischer Erziehungsverband: Schriftenreihe, Jg. 46,4), Bundesverband Evangelischer Einrichtungen und Dienste / Schöneworth, Hannover 2005.
- mit der Bundeszentrale für gesundheitliche Aufklärung (BZgA) (Hrsg.): Väter auf die Geburt vorbereiten: Informationen und praktische Tipps für Fachkräfte. BZgA, Köln 2014. (Volltext online, PDF, kostenfrei, 44 Seiten, 2,45 MB).
- mit der Bundeszentrale für gesundheitliche Aufklärung (BZgA) (Hrsg.): Dem Leben auf der Spur: Vier Freunde auf Klassenfahrt. BZgA, Köln 2016. (Volltext online, PDF, kostenfrei, 37 Seiten, 2,43 MB).
- mit der Bundeszentrale für gesundheitliche Aufklärung (BZgA) (Hrsg.): Das kleine Körper-ABC. BZgA, Köln 2017. (Volltext online, PDF, kostenfrei, 94 Seiten, 0,55 MB).
- mit der Bundeszentrale für gesundheitliche Aufklärung (BZgA) (Hrsg.): Ich bin dabei! Vater werden. BZgA, Köln 2017. (Volltext online, PDF, kostenfrei, 32 Seiten, 1,50 MB).